# Campeonato Paraguayo de Fútbol 1947
El Campeonato Paraguayo de Fútbol de 1947 fue la trigésimo séptimo edición del principal torneo de fútbol de Paraguay.
El campeón del torneo fue el Club Olimpia quienes obtuvieron su décimo segundo campeonato en la primera categoría.

## Desarrollo
|  | Campeón. |

| Equipo                |
| --------------------- |
| Club Olimpia          |
| Club Libertad         |
| Club Cerro Porteño    |
| Club Sol de América   |
| Club Guaraní          |
| Atlántida Sports Club |
| Club Nacional         |
| Club River Plate      |
| Club Presidente Hayes |
| Sportivo Luqueño      |

| Bandera de Paraguay   |
| Campeón Club Olimpia  |
| Décimo segundo título |